# (15689) 1981 UP25
1981 يو بي 25 (ويعرف أيضًا باسم (15689) 1981 يو بي 25 وفق تسمية الكوكب الصغير) (بالإنجليزية: 1981 UP25)‏؛ هو كويكب ضمن حزام الكويكبات.
اكتُشف هذا الجُرم الفلكي بواسطة شيلت جون بوبي في 25 أكتوبر 1981، وترتيبه 15689 من حيث الاكتشاف.

## الوصف
اكتُشف 156891981UP في 25 أكتوبر 1981 في مرصد بالومار، الواقع في مقاطعة سان دييغو، كاليفورنيا في الولايات المتحدة، بواسطة عالم الفلك الأمريكي شيلت جون بوبي. وقد رصد المشروع 2,571 مشاهدة للكويكب إلى غاية 5 فبراير 2022 بتوقيت منطقة المحيط الهادئ، أي في مدة قدرها 14,729 يومًا (40.4 عام). تستغرق الفترة المدارية للكويكب 1,480 يومًا (4.1 عام).

## الخصائص المدارية
يتميز مدار هذا الكويكب بنصف محور رئيسي يبلغ 2.54 وحدة فلكية، وحضيض قدره 2.04 وحدة فلكية، وانحراف قدره 0.197 وزاوية ميلان 7.75 درجة بالنسبة لمسار الشمس. بسبب هذه الخصائص، أي نصف المحور الرئيسي بين 2 و3.2 وحدة فلكية وحضيض أكبر من 1,666 وحدة فلكية، يُصنف هذا الجُرم الفلكي وفقًا لقاعدة بيانات مختبر الدفع النفاث لأجرام النظام الشمسي الصغيرة كائنًا من حزام الكويكبات الرئيسي.

## وصلات خارجية
- (15689) 1981 UP25 في قاعدة بيانات مختبر الدفع النفاث لأجرام النظام الشمسي الصغيرة

- الاكتشاف · مخطط المدار ·  العناصر المدارية · المعلمات المادية

- (15689) 1981 UP25 على موقع ويكي سكاي: DSS2, SDSS, GALEX, IRAS, Hydrogen α, X-Ray, Astrophoto, Sky Map, Articles and images